# Jungle (band)
Jungle is een Brits modernsoulcollectief uit Londen, bestaande uit Josh Lloyd-Watson en Tom McFarland, die in eerste instantie anoniem waren gebleven als "J & T".

## Geschiedenis
Jungle werd in 2013 geformeerd door John Lloyd-Watson en Tom McFarland. Zij waren hiervoor al vrienden sinds hun negende, en waren buren. Het debuutalbum Jungle verscheen op 14 juli 2014, uitgebracht door XL Recordings. Dit werd voorafgegaan door optredens op South by Southwest en het Glastonbury Festival.
De band was een van de genomineerden voor de Sound of 2014 van de BBC.
In 2019 werd de band gevraagd een aflevering van de Back to Mine-reeks samen te stellen.

## Discografie

### Studioalbums
| Titel            | Details                                                                        |
| ---------------- | ------------------------------------------------------------------------------ |
| Jungle           | - Verschenen: 14 juli 2014 - Label: XL Recordings - Formaat: download, cd      |
| For Ever         | - Verschenen: 14 september 2018 - Label: XL Recordings - Formaat: download, cd |
| Loving On Stereo | - Verschenen: 13 augustus 2021 - Label: Caiola - Formaat: download,cd          |
| Volcano          | - Verschenen: 11 augustus 2023 - Label: Caiola - Formaat: download,cd          |

### Singles
- Platoon (2013)
- The Heat (2013)
- Busy Earnin (2014)
- Time (2014)
- House in LA (2018)
- Happy Man (2018)
- Heavy, California (2018)
- Casio (2019)
- Keep Moving (2021)
- Don't Be Afraid met Diplo (2021)
- Romeo met Bas (2021)
- Truth (2021)
- Good Times (2022)
- Back on 74 (2023)
- Let's Go Back (2024)